# 奥托·皮纳

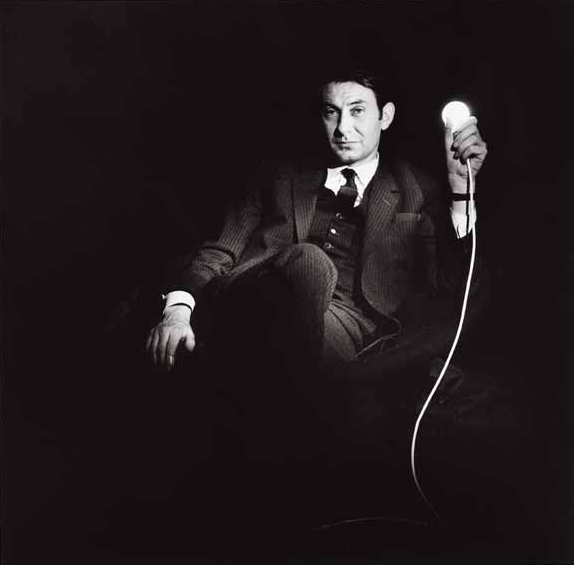
奥托·皮纳

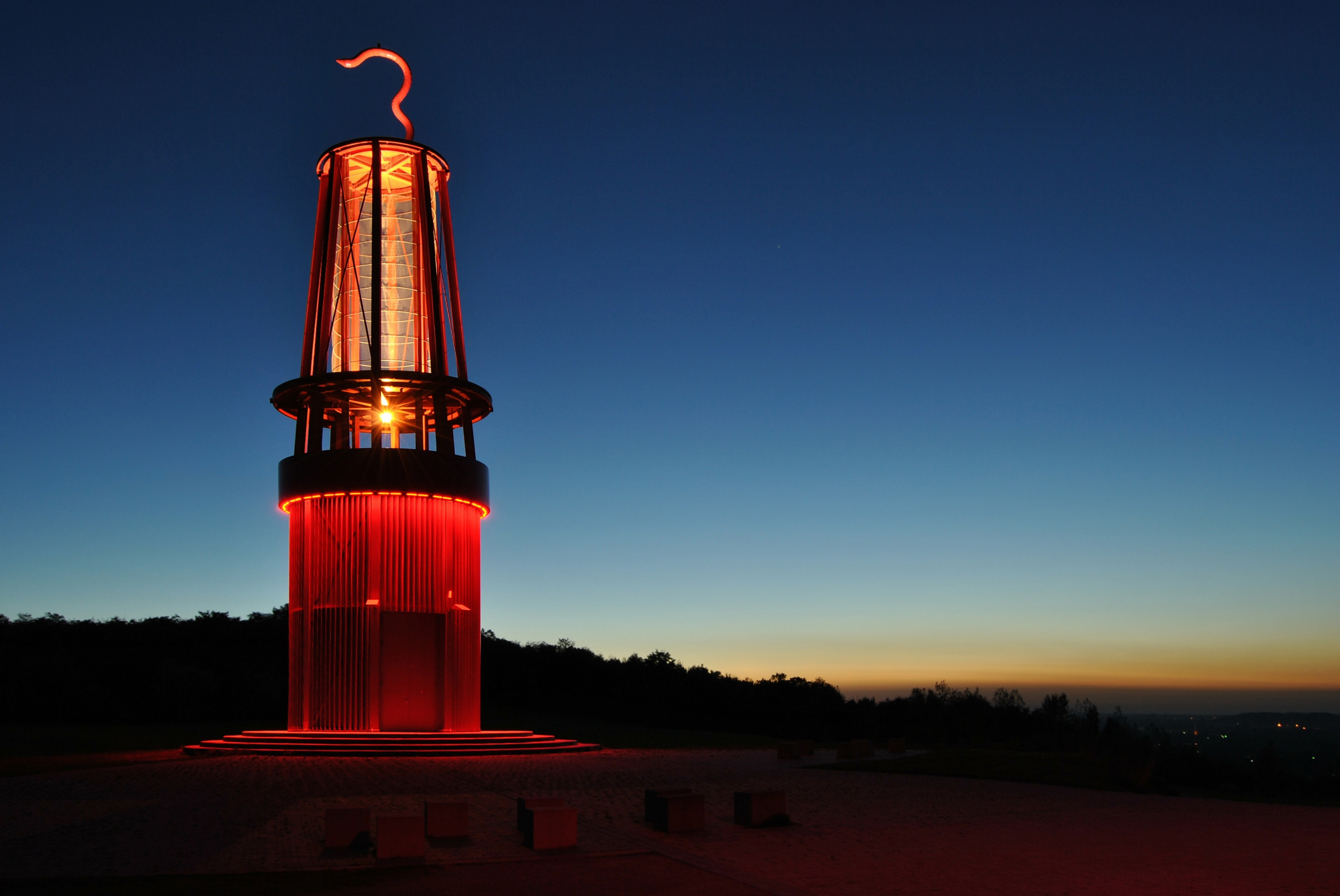
奥托·皮纳设计的采矿灯，位于德国北莱茵伐里亚莫尔斯海尔德莱茵普罗伊本（Halde Rheinpreußen）

奥托·皮纳（德語：Otto Piene，1928年4月18日—2014年7月17日）是一位德国艺术家。

## 生平
奥托·皮纳1928年出生于巴特拉斯弗，在吕伯克长大。1949年至1953年，他就读于慕尼黑艺术学院和杜塞尔多夫美术学院，接受绘画和艺术教育。他担任过杜塞尔多夫时装学院的讲师。1952年到1957年期间，他在科隆大学研究哲学。
从1964年开始他在美国宾夕法尼亚大学担任客座教授。1968年到1971年，他是在麻省理工学院高级视觉研究中心第一研究员。1972年，他成为麻省理工学院环境艺术教授。1974年他担任高级视觉研究中心主任直至1993年9月1日。
1996年，美国艺术暨文学学会授予皮纳雕塑奖。他生前生活和工作在格罗顿和杜塞尔多夫。